# 双环辛四烯合镎
双环辛四烯合镎，化学式 Np(C8H8)2，是一种有机镎化合物，由一个镎离子和两个环辛四烯阴离子组成。固态的双环辛四烯合镎是红棕色固体，在碳氯化合物溶液中则是黄色的。它对空气敏感。
它是最早被合成的有机镎化合物之一，属于双环辛四烯合锕系元素。

## 结构
双环辛四烯合镎的夹心结构已通过X射线晶体学确认。 COT2- 环是平面型的，8 个一样的C–C 键键长为 1.385 Å。Np–COT 的距离为 1.909 Å，每个 Np–C的距离都为 2.630 Å。
双环辛四烯合镎是单斜晶系的，空间群 P21/n，和双环辛四烯合铀和双环辛四烯合钍一样，但和双环辛四烯合钚不同。

## 制备和性质
双环辛四烯合镎于 1970年首次被合成，由四氯化镎 (NpCl4) 和环辛四烯二钾 (K2(C8H8)) 在乙醚或THF里反应而成。
NpCl4 + 2 K2(C8H8) → Np(C8H8)2 + 4 KCl
这个反应至今仍被用于合成双环辛四烯合镎。
三个连续的双环辛四烯合锕系元素——双环辛四烯合铀、双环辛四烯合镎和双环辛四烯合钚的化学性质相似：它们不与水和稀碱反应，但都对空气极度敏感，迅速形成氧化物。 它们三个都只微溶于苯、甲苯、四氯化碳和氯仿。